# Мазилов, Владимир Александрович
Влади́мир Алекса́ндрович Мази́лов (21 июня 1954, Ярославль) — советский и российский психолог, специалист в области методологии психологии, истории и философии психологии, общей психологии. Доктор психологических наук, профессор, заведующий кафедрой общей и социальной психологии Ярославского государственного педагогического университета.

## Образование
- Общее среднее образование получил в средней школе N 69 г. Ярославля.
- В 1976 году с отличием окончил факультет психологии Ярославского государственного университета им. П. Г. Демидова.
- В 1982 году защитил кандидатскую диссертацию «Психологический анализ ограничения зоны поиска в процессе решения мыслительных задач» в Институте психологии АН СССР.
- В 1999 году защитил докторскую диссертацию «Теория и метод в психологии» по специальности 19.00.01. «Общая психология, психология личности, история психологии».

## Научная деятельность
- Автор известной концепции коммуникативной методологии психологической науки (2001), направленной на установление взаимопонимания между различными психологическими школами и направлениями.
- Предложена методология и технология интеграции психологического знания (2004).
- Автор направления «поэтической психологии» (2004).
- Активно занимается разработкой общей (интегративной) теории методологии (2007, 2008).
- Имеет более 450 публикаций, в том числе восемь монографий и десять учебников и учебных пособий.
- Действительный член Международной академии психологических наук

## Основные работы
- Мазилов В. А. Теория и метод в психологии. Ярославль: МАПН, 1998. 356 с.
- Мазилов В. А. Психология на пороге XXI века. Ярославль: МАПН, 2001. 112 с.
- Мазилов В. А. Актуальные методологические проблемы современной психологии. Ярославль: МАПН, 2002. 165 с.
- Мазилов В. А. Методология психологической науки. Ярославль: МАПН, 2003. 198 с.
- Мазилов В. А. Стены и мосты: Методология психологической науки. Ярославль: МАПН, 2004. 243 с.
- Мазилов В. А. Методологические вопросы психологии. Ярославль: МАПН, 2005. 166 с.
- Мазилов В. А. Методологические проблемы психологии. Ярославль: МАПН, 2006. 236 с.
- Мазилов В. А. Методология психологии. М.: МАПН, 2007. 364 с.
- Мазилов В. А. Методология психологической науки: история и современность. М, МАПН, 2007. 352 с.
- Мазилов В. А. Интеграция психологического знания: методологические проблемы. М.: МАПН, 2008. 122 с.
- Мазилов В. А., Слепко Ю. Н. Учебно-методический комплекс по учебной дисциплине «История психологии» для студентов направления «Психология» — 521000 (квалификация — бакалавр психологии). Ярославль: Изд-во ЯГПУ им. К. Д. Ушинского, 2012. — 78 с.
- Мазилов В. А., Слепко Ю. Н. Учебно-методический комплекс по дисциплине «Методологические основы психологии» для студентов направления «Психология» — 521000 (квалификация — бакалавр психологии). Ярославль: МАПН, 2012. — 107 с.
- Шадриков В. Д., Мазилов В. А. Общая психология : учебник для академического бакалавриата. — М.: Издательство Юрайт, 2015. — 411 с. — Серия : Бакалавр. Академический курс.